# 1672 au théâtre
| Années du théâtre : 1669 - 1670 - 1671 - 1672 - 1673 - 1674 - 1675    |
| Décennies du théâtre : 1640 - 1650 - 1660 - 1670 - 1680 - 1690 - 1700 |

## Événements
- 25 janvier : un incendie détruit le théâtre de Drury Lane à Londres ; sa reconstruction est confiée à l'architecte Christopher Wren[1].
- Marie Ragueneau de l’Estang, dite Mademoiselle La Grange, et Charles Varlet, dit La Grange, tous deux comédiens de la troupe de Molière, se marient à Paris.

## Pièces de théâtre publiées
- Mariage à la mode, comédie de John Dryden, joué pour la première fois en 1673.

## Pièces de théâtre représentées
- 1er ou 5 janvier : Bajazet, tragédie de Jean Racine, Paris, théâtre de l'Hôtel de Bourgogne.
- 26 février : Ariane, tragédie de Thomas Corneille, Paris, théâtre de l'Hôtel de Bourgogne[2].
- 11 mars : Les Femmes savantes, comédie de Molière, Paris, Théâtre du Palais-Royal.
- 4 juillet : The Citizen Turned Gentleman (ou Mamamouchi: Or, The Citizen Turned Gentleman), comédie d'Edward Ravenscroft, Londres, Théâtre de Dorset Garden par la Duke's Company.
- 24 septembre : Le Deuil, comédie de Thomas Corneille et Noël Lebreton de Hauteroche.
- 25 novembre : Pulchérie, comédie de Pierre Corneille, Paris, Théâtre du Marais.
- novembre : The Assignation, or Love in a Nunnery, comédie de John Dryden, Londres, théâtre de Lincoln's Inn Fields, par la King's Company.

## Naissances
- 17 janvier : Antoine Houdar de La Motte, écrivain et dramaturge français, mort le 26 décembre 1731.
- 12 mars (baptême) : Richard Steele, journaliste irlandais, directeur de théâtre et auteur de comédies, mort le 1er septembre 1729.

Date précise non connue : 
- Louis Fuzelier, auteur dramatique, poète et chansonnier français, mort le 19 septembre 1752.

Vers 1672 : 
- Francis de La Fontaine, rhétoricien bruxellois, traducteur de deux tragédies de Voltaire en néerlandais, et auteur d'un traité sur l'histoire du théâtre, mort en 1767.

## Décès
- 17 février : Madeleine Béjart, comédienne française, baptisée le 8 janvier 1618.